# Harry Osei Blavo
Harry Osei Blavo (* 30. Juni 1942) ist ein ghanaischer Diplomat.

## Leben und Wirken
Harry Osei Blavo erlangte den Bachelor of Arts der englischen Sprache. 1973 schloss er ein Studium der Deutschen Sprache in München und 1978 ein Studium der Internationalen Beziehungen in Oxford ab.
Von 1975 bis 1980 war er persönlicher Sekretär des ghanaischen Außenministers, von 1980 bis 1984 Direktor und Leiter des Konsularbetriebes des ghanaischen Hochkommissariates in Neu-Delhi und von 1985 bis 1988 Berater des interimistischen Nationalen Verteidigungsrates.
Ab 1988 war er bis 1992 Botschaftsrat und Stellvertreter des Ständigen Vertreters der Mission beim Büro der Vereinten Nationen in Genf und danach bis 1998 Protokollchef im Präsidialamt der Republik Ghana.
Von 1998 bis 2001 war er Botschafter der Republik Ghana in Paris und war bei der UNESCO und beim Heiligen Stuhl akkreditiert.
| Vorgänger                  | Amt                                             | Nachfolger                        |
| -------------------------- | ----------------------------------------------- | --------------------------------- |
| Agnes Yahan Aggrey-Orleans | ghanaischer Botschafter in Frankreich 1998–2001 | William Azumah Awinador-Kanyirige |